# Mark Hughes
Leslie Mark Hughes (sinh 1 tháng 11 năm 1963 tại Ruabon, Wrexham, Wales) là cựu tiền đạo bóng đá người xứ Wales, ông từng làm huấn luyện viên cho câu lạc bộ Manchester City, một thế lực mới tại giải Ngoại hạng Anh sau khi được sở hữu và chi mạnh tay bởi các ông chủ tỷ phú Ả Rập. Ngày 29 tháng 7 năm 2010, ông trở thành huấn luyện viên của Fulham thay thế cho huấn luyện viên Roy Hodgson đã chuyển tới Liverpool.
Trong sự nghiệp đá bóng ông khoác áo đội tuyển quốc gia 72 lần, ghi được 16 bàn thắng. Nhưng chưa từng tham gia World Cup. Ở cấp độ câu lạc bộ ông nổi tiếng nhất là khi thi đấu cho Manchester United, và cũng nổi tiếng không kém ở các câu lạc bộ khác như FC Barcelona của Tây Ban Nha, Bayern Munich của Đức, cũng như các câu lạc bộ ở Anh như Chelsea, Southampton, Everton và cuối cùng Blackburn Rovers trước khi giải nghệ vào năm 2002.
Sau khi giải nghệ ông làm huấn luyện viên cho đội tuyển xứ Wales từ năm 1999-2004. Hiện tại ông đang làm huấn luyện viên trưởng cho câu lạc bộ Southampton.

## Danh hiệu

### Sự nghiệp cầu thủ
Manchester United
- Vô địch Premier League: 1993, 1994
- Vô địch Cúp FA: 1985, 1990, 1994
- Á quân Cúp FA: 1995
- Vô địch Cúp Liên đoàn: 1992
- Vô địch Siêu cúp Anh: 1990 (Đồng đoạt cúp), 1993, 1994
- Vô địch UEFA Cup Winners' Cup (C2): 1991
- Vô địch Siêu cúp châu Âu: 1991

Chelsea
- Vô địch Cúp FA: 1997
- Vô địch Cúp Liên đoàn: 1998
- Vô địch UEFA Cup Winners' Cup (C2): 1998

Blackburn Rovers
- Vô địch Cúp Liên đoàn: 2002

### Sự nghiệp Huấn luyện viên
Manchester City
- Tứ kết UEFA Cup: 2009

### Cá nhân
- Được đưa vào Ngôi đền của những huyền thoại bóng đá Anh (English Football Hall of Fame)[2]

## Thống kê sự nghiệp

### Cầu thủ
| Thành tích cấp CLB  | Thành tích cấp CLB  | Thành tích cấp CLB  | Giải vô địch | Giải vô địch                        | Cúp quốc gia | Cúp quốc gia | Cúp liên đoàn      | Cúp liên đoàn      | Cúp châu lục | Cúp châu lục | Tổng cộng | Tổng cộng |
| Mùa giải            | CLB                 | Giải vô địch        | Trận         | Bàn                                 | Trận         | Bàn          | Trận               | Bàn                | Trận         | Bàn          | Trận      | Bàn       |
| Anh                 | Anh                 | Anh                 | Giải vô địch | Giải vô địch                        | Cúp FA       | Cúp FA       | Cúp Liên đoàn      | Cúp Liên đoàn      | Châu Âu      | Châu Âu      | Tổng cộng | Tổng cộng |
| ------------------- | ------------------- | ------------------- | ------------ | ----------------------------------- | ------------ | ------------ | ------------------ | ------------------ | ------------ | ------------ | --------- | --------- |
| 1982–83             | Manchester United   | First Division      | 0            | 0                                   |              |              |                    |                    |              |              |           |           |
| 1983–84             | Manchester United   | First Division      | 11           | 4                                   |              |              |                    |                    |              |              |           |           |
| 1984–85             | Manchester United   | First Division      | 38           | 16                                  |              |              |                    |                    |              |              |           |           |
| 1985–86             | Manchester United   | First Division      | 40           | 17                                  |              |              |                    |                    |              |              |           |           |
| Tây Ban Nha         | Tây Ban Nha         | Tây Ban Nha         | Giải vô địch | Giải vô địch                        | Copa del Rey | Copa del Rey | Copa de la Liga    | Copa de la Liga    | Châu Âu      | Châu Âu      | Tổng cộng | Tổng cộng |
| 1986–87             | Barcelona           | La Liga             | 28           | 4                                   | 2            | 0            | -                  | -                  | 7            | 1            | 37        | 5         |
| Đức                 | Đức                 | Đức                 | Giải vô địch | Giải vô địch                        | DFB-Pokal    | DFB-Pokal    | Premiere Ligapokal | Premiere Ligapokal | Châu Âu      | Châu Âu      | Tổng cộng | Tổng cộng |
| 1987–88             | Bayern Munich       | Bundesliga          | 18           | 6                                   |              |              |                    |                    |              |              |           |           |
| Anh                 | Anh                 | Anh                 | Giải vô địch | Giải vô địch                        | Cúp FA       | Cúp FA       | Cúp Liên đoàn      | Cúp Liên đoàn      | Châu Âu      | Châu Âu      | Tổng cộng | Tổng cộng |
| 1988–89             | Manchester United   | First Division      | 38           | 14                                  |              |              |                    |                    |              |              |           |           |
| 1989–90             | Manchester United   | First Division      | 37           | 13                                  |              |              |                    |                    |              |              |           |           |
| 1990–91             | Manchester United   | First Division      | 31           | 10                                  |              |              |                    |                    |              |              |           |           |
| 1991–92             | Manchester United   | First Division      | 39           | 11                                  |              |              |                    |                    |              |              |           |           |
| 1992–93             | Manchester United   | Premier League      | 41           | 15                                  |              |              |                    |                    |              |              |           |           |
| 1993–94             | Manchester United   | Premier League      | 36           | 11                                  |              |              |                    |                    |              |              |           |           |
| 1994–95             | Manchester United   | Premier League      | 34           | 8                                   |              |              |                    |                    |              |              |           |           |
| 1995–96             | Chelsea             | Premier League      | 31           | 8                                   |              |              |                    |                    |              |              |           |           |
| 1996–97             | Chelsea             | Premier League      | 35           | 8                                   | 6            | 5            | 2                  | 1                  |              |              |           |           |
| 1997–98             | Chelsea             | Premier League      | 29           | 9                                   |              |              | 5                  | 2                  | 3            | 1            |           |           |
| 1998–99             | Southampton         | Premier League      | 32           | 1                                   | 2            | 0            | 2                  | 0                  | 0            | 0            | 36        | 1         |
| 1999-00             | Southampton         | Premier League      | 20           | 1                                   | 2            | 0            | 3                  | 0                  | 0            | 0            | 25        | 1         |
| 1999-00             | Everton             | Premier League      | 9            | 1                                   | 0            | 0            | 0                  | 0                  | 0            | 0            | 9         | 1         |
| 2000–01             | Everton             | Premier League      | 9            | 0                                   | 0            | 0            | 1                  | 0                  | 0            | 0            | 10        | 0         |
| 2000–01             | Blackburn Rovers    | Giải hạng nhất      | 29           | 5                                   | 5            | 0            | 0                  | 0                  | 0            | 0            | 34        | 5         |
| 2001–02             | Blackburn Rovers    | Premier League      | 21           | 1                                   | 3            | 0            | 6                  | 1                  | 0            | 0            | 30        | 2         |
| Tổng cộng           | Anh                 | Anh                 | 560          | 153                                 | 63           | 26           | 54                 | 20                 | 42           | 12\|\|\|\|   |           |           |
| Tổng cộng           | Tây Ban Nha         | Tây Ban Nha         | 28           | 4                                   | 2            | 0            | -                  | -                  | 7            | 1            | 37        | 5         |
| Tổng cộng           | Đức                 | Đức                 | 18           | 6\|\|\|\|\|\|\|\|\|\|\|\|\|\|\|\|   |              |              |                    |                    |              |              |           |           |
| Tổng cộng sự nghiệp | Tổng cộng sự nghiệp | Tổng cộng sự nghiệp | 606          | 163\|\|\|\|\|\|\|\|\|\|\|\|\|\|\|\| |              |              |                    |                    |              |              |           |           |

### Huấn luyện viên
| Câu lạc bộ       | Quốc gia  | Từ ngày             | Đến ngày             | Thống kê | Thống kê | Thống kê | Thống kê | Thống kê | Thống kê |
| Câu lạc bộ       | Quốc gia  | Từ ngày             | Đến ngày             | Tr       | T        | H        | Th       | Thắng %  |          |
| ---------------- | --------- | ------------------- | -------------------- | -------- | -------- | -------- | -------- | -------- | -------- |
| Wales            | Wales     | Tháng 9 năm 1999    | Tháng 9 năm 2004     | 41       | 12       | 15       | 14       | 029,27   |          |
| Blackburn Rovers | Anh       | 15 tháng 9 năm 2004 | 3 tháng 6 năm 2008   | 188      | 82       | 47       | 59       | 043,62   |          |
| Manchester City  | Anh       | 4 tháng 6 năm 2008  | 19 tháng 12 năm 2009 | 77       | 36       | 15       | 26       | 046,75   |          |
| Fulham           | Anh       | 29 tháng 7 năm 2010 | 2 tháng 6 năm 2011   | 43       | 14       | 16       | 13       | 032,56   |          |
| Tổng cộng        | Tổng cộng | Tổng cộng           | Tổng cộng            | 348      | 143      | 93       | 112      | 041,09   |          |

Số liệu thống kê chính xác tới ngày 22 tháng 5 năm 2011